# جون تومسون ماسون (محامي)
جون تومسون ماسون (بالإنجليزية: John Thomson Mason)‏ هو محامي أمريكي، ولد في 15 مارس 1765 في Chopawamsic (plantation) ‏ في الولايات المتحدة، وتوفي في 10 ديسمبر 1824.